# Lough Eske and Ardnamona Wood SAC
Lough Eske and Ardnamona Wood SAC este o arie protejată (arie specială de conservare — SAC, sit de importanță comunitară — SCI) din Irlanda întinsă pe o suprafață de 857,58 ha, integral pe uscat.

## Localizare
Centrul sitului Lough Eske and Ardnamona Wood SAC este situat la coordonatele 54°41′45″N 8°02′42″W / 54.695827°N 8.044907°V.

## Înființare
Situl Lough Eske and Ardnamona Wood SAC a fost declarat sit de importanță comunitară în mai 1998 pentru a proteja 4 specii de animale. Situl a fost protejat și ca arie specială de conservare în decembrie 2018.

## Biodiversitate
Situată în ecoregiunea atlantică, aria protejată conține 3 habitate naturale: Ape oligotrofe din câmpii nisipoase, cu un conținut foarte redus de minerale (Littorelletalia uniflorae), Izvoare petrifiante cu formare de travertin (Cratoneurion), Păduri de stejar sesil bătrân cu Ilex și Blechnum în Insulele Britanice.
La baza desemnării sitului se află mai multe specii protejate:
- păsări (2): codroșul de pădure (Phoenicurus phoenicurus), pitulice sfârâitoare (Phylloscopus sibilatrix)
- nevertebrate (1): Margaritifera margaritifera
- pești (1): somonul (Salmo salar)

Pe lângă speciile protejate, pe teritoriul sitului au mai fost identificate 4 specii de plante, 1 specie de nevertebrate, 1 specie de pești.